# Joseph Strutt
Joseph Strutt   (Derby, 1765 - Derby, 13 de gener de 1844) fou un filantrop anglès nascut i mort a Derby, ciutat en la qual exercí múltiples funcions i finançà diverses institucions en benefici dels habitants de la ciutat.

## Primers anys i família
Joseph fou el fill més jove de Jedediah Strutt de Derby, que també tingué uns altres dos fills, William i George. La família Strutt va fer fortuna gràcies a un molí de seda, cotó i calicí al Morledge de Derby.
Joseph fou batejat a la Unitarian Chapel de Friar Gate, a Derby, el 19 de setembre de l'any 1765, i va ser educat a partir de llavors a la Derby School. El 1793 es va casar amb Isabella Archibold Douglas a l'església de St. Oswald, a Ashbourne, a la regió de Derbyshire. Isabella va morir l'any 1801 i va deixar així Joseph amb un fill i dues filles, Caroline i Isabella. Carolina es va casar amb Edward Hurt, però va morir l'any 1835; Isabella es va casar amb John Howard Galtod, de la Hadzor House, i va ser la mare de Sir Douglas Strutt Galton.

## Carrera
Strutt va servir a la Derby Corporation des de l'edat de 28 anys, treballant en diverses oficines incloent-hi la Chief Magistrate i dos períodes com a alcalde de la ciutat de Derby. En el seu segon mandat es va converstir en el primer alcalde de la Derby reformada amb el nou borough; va començar el novembre de 1835 i va durar un any, fins al novembre de 1836.
Strutt fou un reformista social radical durant tota la seva vida, i dedicava la majoria del seu temps al servei de la vila. Tenia la ferma convicció que, per tal de guanyar-se el respecte de les classes treballadores i reformar-les del "seu comportament brut i plaers obscurs", se'ls havien de donar les mateixes oportunitats per poder gaudir de plaers civilitzats com ara exposicions d'art i espais oberts, igual que el que gaudien les classes altes de la societat. Strutt també va fundar la Mechanics Institution l'any 1824.
Va servir, també, com a lloctinent suplent de la milícia local durant les Guerres Napoleòniques, quan Anglaterra es va enfrontar a l'amenaça de la invasió francesa.
Strutt va obrir la seva pròpia casa i jardins a Thorntree House a St. Peter's Street, actualment seu del HSBC Bank, com una galeria i museu d'art, pel benefici de totes les classes dels ciutadans de Derby i amb l'objectiu de cultivar una apreciació comuna d'obres d'art. Aquestes obres incloïen escultures de W. J. Coffee, representant el treball d'escultors dels períodes de l'antiguitat clàssica i el Renaixement, així com una col·lecció de pintures d'artistes famosos d'aquest darrer període. La seva col·lecció de pintures oferia als ciutadans de peu veure exemples de molt bones obres d'art. A més a més, la seva exposició d'artefactes també mostrava una mòmia egípcia la qual es creu que és la que es mostra en l'actualitat al Derby's Central Museum.
Entre moltes altres coses, Strutt fou president de la Mechanics Institution que ell mateix fundà el 1824, i va donar una subscripció anual per donar suport al seu treball. L'Exhibició de Derby de 1839, que tingué lloc al saló de lectures de l'Institut, va incloure pintures que provenien de la col·lecció de Strutt; moltes d'aquestes es creu que van formar part de la primera col·lecció dels Derby Museums.
Strutt, a més a més, també va donar 1.000 lliures a l'Athenaeum Society per ajudar a construir l'Athenaeum Building, una galeria d'art i museu que oferia exposicions d'art i exhibicions al públic general. També va donar suport financer a la Derbyshire General Infirmary, la qual més tard esdevindria la Derbyshire Royal Infirmary i que fou dissenyada pel seu germà gran, William. Strutt, però, és conegut sobretot pel seu regal a la societat de Derby: l'Arboretum. L'Arboretum fou dissenyat per ensenyar i per ser un lloc d'exercici i entrenament; de fet, es tracta del primer parc públic que mai ha existit a Anglaterra. Strutt va comptar amb el servei de John Claudius Loudon per perfilar el seu disseny, que fou completat a un cost personal de 10.000 lliures.
Strutt va morir el 13 de gener de 1844 a la seva casa de St. Peters Street després d'haver assistit a una trobada per dictaminar el seu vot a favor de millorar les condicions sanitàries de la ciutat de Derby. Ja havia estat malalt durant un temps i sofria una recaiguda de la qual ja no s'arribà a recuperar mai. Va ser enterrat juntament amb la seva esposa, Isabella, a la Friargate Unitarian Chapel a Friar Gate. La capella fou demolida en els anys 70 per fer lloc al complex Heritage Gate office complex, que actualment incorpora una moderna Unitarian Chapel.